# パパと親父のウチご飯
『パパと親父のウチご飯』（パパとおやじのウチごはん）は、豊田悠による日本の漫画。『月刊コミック@バンチ』（新潮社）にて、2014年6月号から連載を開始。同誌が『月刊コミックバンチ』にリニューアルした後も引き続き連載され、2020年9月号をもって完結した。シングルファーザー同士がルームシェアをし、料理を通して日常を描くホームドラマ。毎回のサブタイトルは、その回を象徴する料理名がつけられ、単行本にはレシピが掲載されている。『みんなが選ぶTSUTAYAコミック大賞2018』グルメ漫画部門2位にランクイン。
スピンオフとして、『パパと親父のウチ呑み』が『ゴーゴーバンチ』（同社刊）にてVol.11から連載を開始。同誌がVol.21で休刊した後に同社のWEBコミックサイト『コミックバンチweb』に移籍して連載。その後、同社のWEBコミックサイト『くらげバンチ』に移籍し、2021年7月6日まで連載された。

## あらすじ
元カノから娘を預けられた整体師の千石、妻と離婚し息子を引き取った編集者の晴海。シングルファーザーとして子育てに奮闘する2人は、互いの利害の一致からルームシェアを選択した。しかし父2人、子ども2人の生活は一筋縄ではいかない。子どもたちがご飯を食べない、という問題にぶつかった2人は、食事から格闘していく。

## 登場人物
担当声優は、単行本第4巻特装版付属のドラマCDでのキャスト。

### 主要人物
千石 哲（せんごく てつ）
声 - 中村悠一
整体師。愛梨の父親。商店街で「千石整体院」を一人で切り盛りしている。アパートで一人暮らしをしていたが、ある日、元カノの真希から娘の愛梨を預けられ、突然シングルファーザーになる。身長161センチメートル。性格は短気で喧嘩っ早い。真希との同棲中に家事を覚えたため、物語開始時点でも一通りの家事が出来る。また潔癖症。酒は強いが、晴海には敵わない。娘が作ってものは別腹と言い聞かせているが、甘いものが苦手。晴海とは性格も趣味も正反対だが、食に関しては気が合う。
8歳の時両親は父のDVが原因で離婚。母は水商売で生計を立てたが、母親は構ってやれず、高校時代は不良になってしまった。現在の整体院の前で他校の生徒と喧嘩をしていたところ、当時整体院を経営していた師匠から雇われ、師匠の死後店を継ぐ。。
愛梨を引き取った当初は、母親を恋しがり我儘を言い、また好き嫌いの多い愛梨と上手くいかなかったが、幼稚園で晴海と再会。晴海がぎっくり腰で清一郎の迎えに来られなかったことで、しばらく泊まり込みで世話をする。この生活がきっかけでルームシェアに至った。
晴海 昌弘（はるみ まさひろ）
声 - 櫻井孝宏
真潮社の編集者。清一郎の父親。青年向けの漫画雑誌「バンク」で出雲、栗山などの漫画家を担当している。身長は182センチメートル。仕事が忙しすぎて家庭に構えなかった結果、妻の涼子が不倫して離婚。清一郎の親権は自分が主張し引き取った。
離婚当初は料理ぐらい出来ると思っていたが、数年前担当作家の山代の自殺を止めようとして相手の右腕を包丁で切ってしまったことがトラウマになり、包丁を持てなくなった(後に克服する）。練習を重ね、5巻で使えるようになった。また家事が苦手で、千石が訪ねたときにはゴミ袋の山でいっぱいだった。千石との出会いは、就職活動で上京したときぎっくり腰になり、整体院に駆け込んだこと。どうしても真潮社に入社したいという気持ちを千石が汲み、千石がバイクで送って行った。その後お礼に訪問し、落第寸前の千石の追試の面倒を見た。以来会っていなかったが、清一郎の送迎で再会。その後ぎっくり腰で迎えに行けなかったのを心配して訪ねてきた千石に生活を世話され、二人でなら上手くいくと思いルームシェアを提案する。
出身は宮崎で、父親は地元銀行の支店長、母親は東京出身。また、姉がいる。母、涼子からは「優しすぎる」と言われ、言いたいことがあっても飲み込んでしまうことも珍しくない。酒にとにかく強く、ザルを越えたワク。
愛梨（あいり）
声 - 小澤亜李
千石と真希の娘。無邪気で快活な性格。母親譲りの髪（カラーでは赤めのピンク）を普段はツインテールにしている。将来の夢はお姫様。身長は年長組に進級する春休みの5巻の時点で101センチメートル。母親と二人暮らしだったが、4歳の春に真希が海外勤務をすることになり、父親の千石のもとに預けられる。幼少期からいろいろな人に預けられていたせいか、人見知りもしない。幼稚園でシングルファーザー同士でルームシェアをしていることをからかわれ、すぐ手が出てしまって喧嘩になることも多かったが、次第に成長していく。食の好みは特に真希似、表情は千石に似ている。
晴海 清一郎（はるみ せいいちろう）
声 - 田村睦心
晴海の息子。無口で引っ込み思案。外見は両親のミックスに近い。身長は5巻時点で100センチメートル。当初はなかなか自分の気持ちを言えず、また愛梨に振り回されてもされるがままになっていたが、次第に気持ちを言ったり、愛梨にやり返したりできるようになる。母親は喧嘩で家を出たのだと思い、一緒に料理を作ることで仲直りさせようとする、優しい性格。
檀 ゆかり（だん ゆかり）
千石たちが通う料理教室の講師。商店街でカフェ「dan-dan」を営む。野菜を食べない千石にアドバイスしたことがきっかけで出会う。料理が好きで、その国の料理を食べるためだけに海外に飛ぶこともある。実父は幼少期に離婚し、その後母は中華料理人と再婚したが、義父が酒乱だったため、酔った勢いで襲われたという狂言で離婚に踏み切らせた。義父の影響で男性が苦手だったが、11巻では自然に男手を借りられるようになった。勉強が苦手で、好きな料理ならと思い料理の専門学校を出てカフェを開いたが、経理などでつまづいた経験から、茜にはやりたいことをよく考えてほしいと思っている。
檀 茜（だん あかね）
ゆかりの妹。高校2年→3年。姉思いで、当初は特に千石を警戒し、痴漢狂言で追い出そうとしたこともある。思ったことを口に出さずにいられない性格で、そのため友達付き合いが苦手だったが、高校で春風と出会い、友人になる。3年進級後、進路に悩み、春風から「何をしているときが楽しいか」と聞かれたことで、姉の店を手伝いたいと思う。しかしゆかりから反対され、またゆかりとよく話し合ったことで、大学に進学しいろいろな経験をした上で決めることにする。

### 千石の関係者
真希（まき）
千石の元カノ。職業はエステティシャンらしいことが伺われる。整体の専門学校の学費で金欠だった千石と同棲していた。また、料理上手。愛梨を身籠ったころ、千石が師匠の死で荒れていたため言い出せず、一人で愛梨を産み育てた。愛梨が４歳の春、海外赴任を決心し、千石に愛梨を預ける。
師匠
高校時代の千石を雇い、整体を教えた。頑固だが愛妻家で、野良猫などをすぐ拾ってくる性格。好物はハンバーグ。互いに喧嘩っ早く、千石とはよくぶつかりもしたが、千石を息子のように大切に思っていた。命日は秋の模様。
師匠の奥さん
苗字は杉田。千石は時々訪問し、毎月の売り上げを渡している。娘は遠くに嫁いでおり、孫がいる。
阿久津 竜也（あくつ たつや）
千石整体院のアルバイト。まだ未成年。高校時代はバスケットボールの選手で、県大会でいいところまで行ったが、試合中の怪我で断念。その後荒れた生活を送っていたところ、社会人の樹里に拾われ半ばペットに近いヒモ生活を送っていた。整体の仕事を選んだのは、怪我のリハビリの整体師が良い人で、また樹里からマッサージの腕を褒められたため。性格はチャラく、今時の若者。ホストをしていたこともあり、女性の扱いが上手い。また、子どもの扱いも上手いので、愛梨と清一郎の遊び相手にもなっている。
太刀川（たちかわ）
千石の高校時代の友人。体格は良いが、身長は千石より若干低い。弟妹が何人かいる。バイク屋を経営していたが、結婚をきっかけにバイク便に転職。その後第一子を授かる。
椚（くぬぎ）
千石の高校時代の友人。現在はバーを経営。常に冷静で、千石が愛梨を引き取ったと聞いたときはかなり驚いたのだがあまり伝わらなかった。

### 晴海の関係者
涼子（りょうこ）
晴海の元妻。家庭を顧みない夫に耐え兼ね、会社経営者の保岡と不倫して家を出る。自家製ローストビーフを弁当に持ってくるほど料理上手。清一郎とは月一回面会することになっており、ある日の面会で千石が家出したことを聞き、清一郎の生育環境を心配して一時は引き取ろうとした。
出雲 ルカ（いずも ルカ）
晴海が担当している漫画家。月刊誌「バンク」でSFデスゲーム『DOLL』を連載中。締切ぎりぎりになったり、スランプになったりするが、晴海の支えもあり全国サイン会ツアーを行えるほどの作家になる。サイン会ツアー開催の礼に、晴海に最新型オーブンをプレゼントした。実家では蓮根を作っている。遅筆であるが、キャラクター造形が上手く、人気を獲得している。料理をはじめとして生活に関するスキル全般が低く、栗山に依存する傾向がある。
栗山 要（くりやま かなめ）
晴美が担当している漫画家。月刊バンクで、生活力のない漫画家と食事担当のアシスタントの女子高生を描く『アシ飯！』を連載中。出雲とは同期デビューだったが、鳴かず飛ばずで、30歳を目前にして出雲のアシスタントを辞め、また漫画家も辞めようとしたが、晴海の説得で『アシ飯！』のネームを送り、短期集中連載を経て長期連載になる。出雲のアシスタント時代は、特技の料理を生かして食事を用意していた。『アシ飯！』はこの経験をもとにしている。
山代（やましろ）
晴海が以前担当していた作家。名前は尊。元々は少年誌で連載していたが、ファンだった晴海から請われ青年誌で『復讐整形外科』など3本を連載。しかしあまり上手くいかず、鬱屈した結果編集部で包丁を用いて自殺未遂を起こす。この事件がきっかけで晴海は包丁が使えなくなった。9巻にて漫画家を廃業し地元に帰ることを決め、また過去作品のWeb配信の契約のため担当だった晴海に挨拶に来る。その際晴海から説得を受け、地元でクリーニング屋をしながらSNSで作品を発表している。

### 愛梨と清一郎の同級生
信行（のぶゆき）
作中で初めて名前が出てきた園児。愛梨と清一郎の家庭環境をからかい、愛梨と取っ組み合いの喧嘩になる。
中村 さくら（なかむら さくら）
愛梨が初めて家に連れて来た友人の一人。将来の夢はアイドル。父は税理士だったが退職して専業主夫。
てぃあら
愛梨が初めて家に連れて来た友人の一人。千石が寝込んだ際、愛梨が夕食を食べさせてもらったことがある。愛梨と清一郎とは小学校の学区が違う。
伊藤 健（いとう たける）
さくらとてぃあらが遊びに来た日、祖母が迎えに来られなくなったため一緒に遊びに来る。母親は千石にかなり警戒しており、途中で健を迎えに来たが、千石が振る舞った昼食で気持ちが変わり、その後はよき理解者となり親同士でよく話すようになる。
父の叔父が陶芸家で、愛梨と清一郎と一緒に陶芸教室に行ったことがある。
美月（みつき）
年長組進級後、大阪から転勤で転入してきた。大阪弁をからかわれたことで一時幼稚園を欠席し、一人で大阪に帰ろうとしたところを千石が引きとめたことで親同士が顔見知りになる。
将来の夢は「犬のお医者さん」。
純（じゅん）
愛梨や誠一郎、美月などを偉ぶってからかう少年。話を聞いた辰也に言わせれば「現実見れる俺かっこいいと思っている」とのこと。特に美月に対し何かとつっかかっていたが、清一郎から「みつきちゃんが好きなんでしょ」と指摘されて以来大人しくなった。

### その他
春風（はるかぜ）
茜の友人。スポーツ推薦で入学したが怪我で退部。茜の高校には珍しいギャル。将来は手に職をつけるため、服飾の専門学校を志望している。
リリー
愛梨と清一郎が通う英語教室の講師。愛梨と清一郎と同じ年頃の甥がいる。好物は母が作るサワークリームドーナツ。

## 書誌情報
- 豊田悠『パパと親父のウチご飯』新潮社〈BUNCH COMICS〉、全13巻
  1. 2014年12月15日発行（同年12月9日発売）、ISBN 978-4-10-771788-7
  2. 2015年6月15日発行（同6月9日発売）、ISBN 978-4-10-771822-8
  3. 2015年11月15日発行（同年11月9日発売）、ISBN 978-4-10-771850-1
  4. 2016年4月15日発行（同年4月9日発売）、ISBN 978-4-10-771888-4
    - ドラマCD付属限定版 ISBN 978-4-10-771864-8

  5. 2016年9月15日発行（同年9月9日発売）、ISBN 978-4-10-771916-4
  6. 2017年4月15日発行（同年4月8日発売）、ISBN 978-4-10-771971-3
  7. 2017年10月15日発行（同年10月7日発売）、ISBN 978-4-10-772017-7
  8. 2018年2月15日発行（同年2月9日発売）、ISBN 978-4-10-772050-4
  9. 2018年9月15日発行（同年9月7日発売）、ISBN 978-4-10-772116-7
  10. 2019年2月15日発行（同年2月9日発売）、ISBN 978-4-10-772159-4
  11. 2019年9月15日発行（同年9月9日発売）、ISBN 978-4-10-772216-4
  12. 2020年3月15日発行（同年3月9日発売）、ISBN 978-4-10-772265-2
  13. 2020年11月15日発行（同年11月9日発売）、ISBN 978-4-10-772327-7
- 豊田悠『パパと親父のウチ呑み』新潮社〈BUNCH COMICS〉、全3巻
  1. 2017年4月15日発行（同年4月8日発売）、ISBN 978-4-10-771967-6
  2. 2018年9月15日発行（同年9月7日発売）、ISBN 978-4-10-772115-0
  3. 2021年11月15日発行（同年11月9日発売）、ISBN 978-4-10-772434-2